# Undryszki
Undryszki – dawna wieś. Tereny na których była położona, leżą obecnie na Litwie, w okręgu uciańskim, w rejonie ignalińskim, starostwie Daugieliszki Nowe.

## Historia
W czasach zaborów ówczesny zaścianek leżał w granicach Imperium Rosyjskiego.
W dwudziestoleciu międzywojennym wieś leżała w Polsce, w województwie nowogródzkim (od 1926 w województwie wileńskim), w powiecie brasławskim, w gminie Widze.
Według Powszechnego Spisu Ludności z 1921 roku zamieszkiwało tu 30 osób, 6 było wyznania rzymskokatolickiego a 24 staroobrzędowego. Jednocześnie wszyscy mieszkańcy zadeklarowali polską przynależność narodową. Były tu 4 budynki mieszkalne. W 1931 w 7 domach zamieszkiwało 40 osób.
Miejscowość należała do parafii rzymskokatolickiej i prawosławnej w Widzach. Podlegała pod Sąd Grodzki w m. Turmont i Okręgowy w Wilnie; właściwy urząd pocztowy mieścił się w m. Widze.